# Gherghița
Gherghiţa é uma comuna romena localizada no distrito de Prahova, na região de Muntênia. A comuna possui uma área de 25.60 km² e sua população era de 1926 habitantes segundo o censo de 2007.